# 威廉·馮·格魯登
威廉·馮·格魯登（德語：Wilhelm von Gloeden，1856年9月16日—1931年2月16日），是一個德國攝影師，但其工作地點主要在義大利等地中海國家。他被認為是裸體攝影藝術的先驅，因為他的作品主要以南歐的少年裸體為主，並因其完美的採光與少年模特兒優雅的姿勢受到後世推崇。同時他也是第一個使用濾鏡與人體彩繪技術來使相片看起來更完美的攝影師。
在他去世之後，他的成就因第二次世界大戰而被埋沒將近一個世紀，直到現代才重新肯定他為「第一次世界大戰時最重要的同性戀攝影藝術家」。

## 生平
威廉·馮·格魯登自稱出身於梅克伦堡的一個沒落貴族家庭，並在學校唸藝術史與繪畫，同時也培養出自己對戲劇的熱愛。之後他感染肺結核，於是前往義大利尋找靜養地。在那裡他與陶尔米纳市長、畫家奧托·葛倫（Otto Geleng）結為好友，並在當地展開他的攝影生涯。
他的一生十分富有，同時對他的模特兒也給予相當豐厚的薪資。他還將他的部份收益慷慨地捐給相對十分貧窮的義大利鄉村。這或許可以解釋為什麼他的同性戀背景與其以拍攝少年裸體照片為業能被當地人所接納。

## 作品集

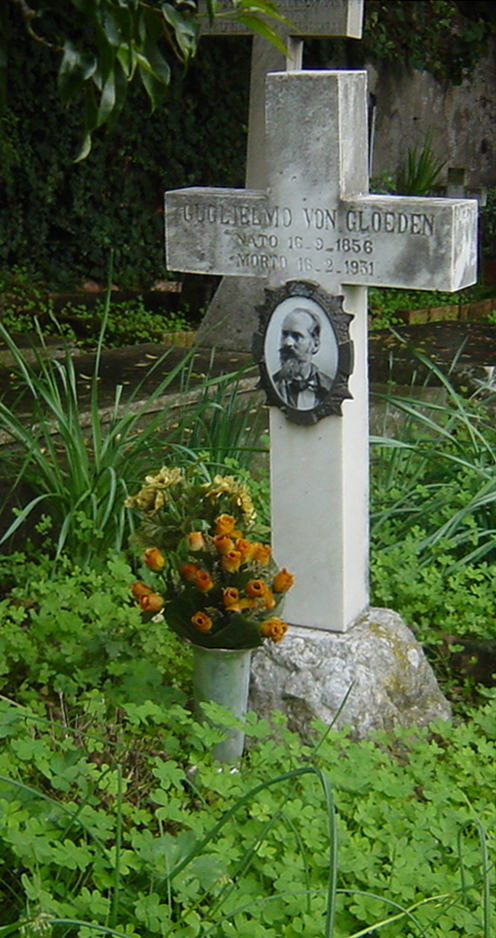
威廉·馮·格魯登的墓碑

|  |

## 外部連結
- 威廉·馮·格魯登的生平與主要作品介紹（1）（页面存档备份，存于）（英文）
- 威廉·馮·格魯登的生平與主要作品介紹（2） （页面存档备份，存于）（英文）
- 威廉·馮·格魯登的生平與主要作品介紹（3） （页面存档备份，存于）（英文）
- 威廉·馮·格魯登的生平與主要作品介紹（4） （页面存档备份，存于）（意大利文）
- 威廉·馮·格魯登的生平與主要作品介紹（5）（西班牙文）